# ثقب في الرأس (فلم)
ثقب في الرأس (بالإنجليزية: A Hole in the Head) هو فيلم كوميدي تم إنتاجه في الولايات المتحدة وصدر في سنة 1959. الفيلم من إخراج فرانك كابرا.

## بطولة
- فرانك سيناترا
- إدوارد روبنسون
- ثيلما ريتر

### ترشيحات وجوائز
| السنة | الحدث  | الفئة      | النتيجة  |
| ----- | ------ | ---------- | -------- |
|       | أوسكار | أفضل أغنية | فـــــوز |

## الميزانية والإيرادات
حقق أرباحا تقدر بـ 5.2 مليون دولار (est. / Canada rentals).

## وصلات خارجية
- مقالات تستعمل روابط فنية بلا صلة مع ويكي بيانات

1. ↑  "معلومات عن ثقب في الرأس (فيلم) على موقع allmovie.com". allmovie.com. مؤرشف من الأصل في 2019-04-23.
2. ↑  "معلومات عن ثقب في الرأس (فيلم) على موقع kinopoisk.ru". kinopoisk.ru. مؤرشف من الأصل في 2016-10-08.
3. ↑  "معلومات عن ثقب في الرأس (فيلم) على موقع cine.gr". cine.gr. مؤرشف من الأصل في 2019-12-15.